# Aboe Sarga

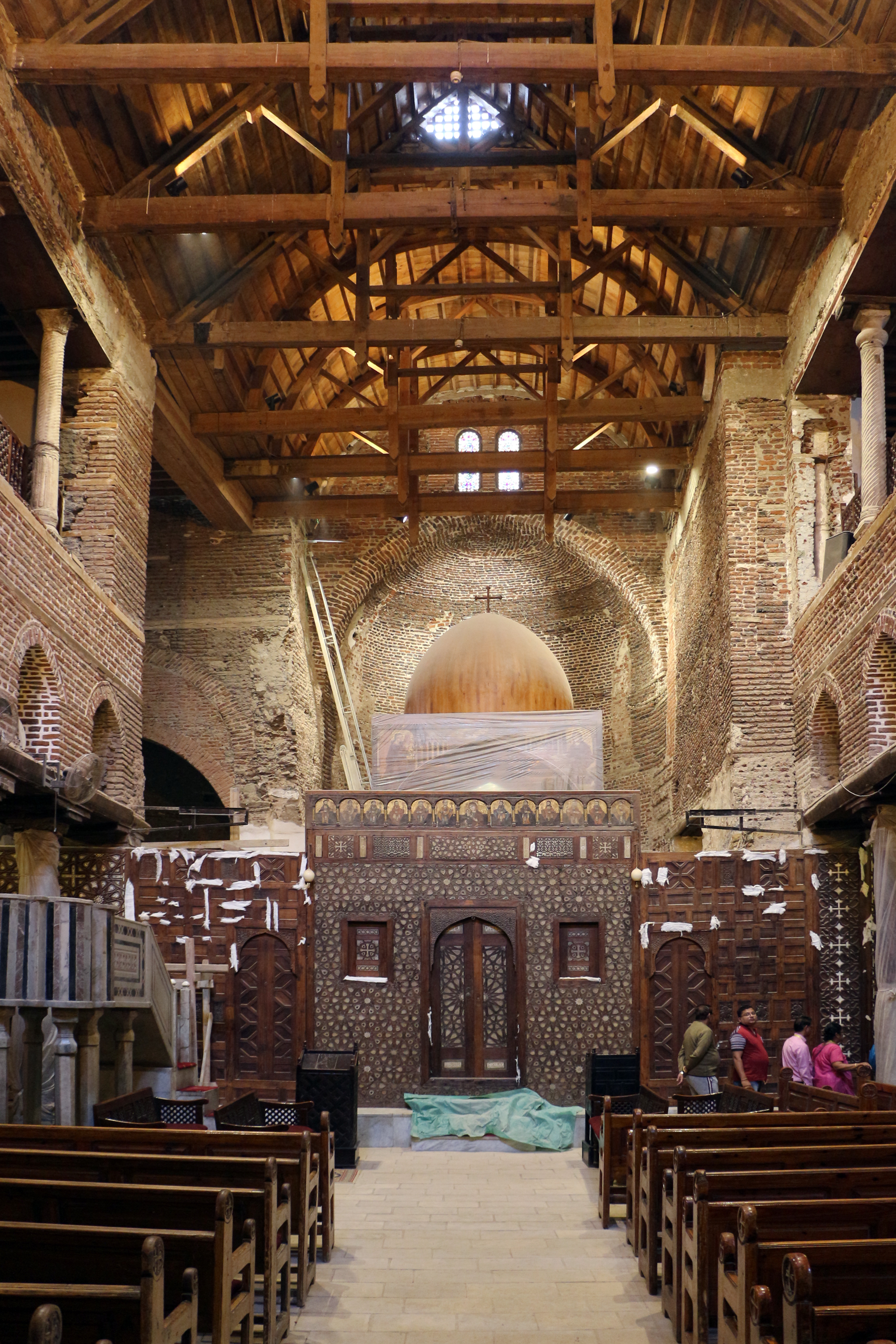
Aboe Sarga

Aboe Sarga is een kerk in de Egyptische stad Caïro. Het is de oudste kerk van Egypte; het gebouw komt uit de vijfde eeuw n.Chr. Aboe Sarga is vernoemd naar de twee heiligen Sergius en Bacchus, die als soldaat in het Romeins leger dienden. Zij waren trouwe volgers van Jezus en zwoeren de Romeinse goden af. Sergius en Bacchus werd het martelaarschap verleend in Syrië, onder de Romeinse keizer Maximianus.